# Aisin Gioro
Aisin Gioro (mandż. ) – nazwisko rodowe jednej z rodzin mandżurskich. Jej członkowie w latach 1644–1912 rządzili Chinami jako dynastia Qing. Należała do klanu Gioro, w skład którego wchodziły także m.in. rodziny Silin Gioro, Irgen Gioro, Tongyan Gioro.
Nazwisko Aisin Gioro przybrał w 1612 roku Nurhaczy. Sam uważał siebie za potomka dżurdżeńskiego władcy Möngke Temüra (1370-1433), zaś imię Aisin (mandż. złoty; chiń. 金, Jīn) miało nawiązywać do dżurdżeńskiej dynastii Jin (1115-1234).